# Roloux
Roloux is een plaats en deelgemeente van de Belgische gemeente Fexhe-le-Haut-Clocher. Roloux ligt in de Waalse provincie Luik en was tot 1 januari 1965 een zelfstandige gemeente.

## Bezienswaardigheden
- De Sint-Jan de Doperkerk (Église Saint-Jean Baptiste) is een van oorsprong romaans kerkgebouw van omstreeks 1100. In 1924 werd de kerk vergroot.

## Natuur en landschap
De hoogte aan de kerk bedraagt 167 meter.

## Demografische ontwikkeling
- Bronnen:NIS, Opm:1831 tot en met 1961=volkstellingen

## Nabijgelegen kernen
Fexhe-le-Haut-Clocher, Noville, Jeneffe, Horion, Hozémont, Voroux-Goreux